# Канн (футбольный клуб)
«Канн» — французский футбольный клуб из города Канны, основанный в 1909 году. В «Канне» начинали свою карьеру многие звёзды французского футбола. Золотой период клуба пришёлся на 30-е годы XX века, когда «Канн» завоевал серебро чемпионата Франции и одержал победу в национальном кубке. Сезон 2008/09 клуб провёл в Лиге Насиональ — третьем по силе дивизионе чемпионата Франции. Последний раз в высшем дивизионе «Канн» играл в сезоне 1997/98.
По окончании сезона 2013/14 клуб столкнулся с серьёзными финансовыми проблемами был отправлен в седьмой французский дивизион.

## Достижения
- Серебро Чемпионата Франции: 1933
- Победитель Кубка Франции: 1932
- Финалист Кубка французской лиги: 1986